# Ralph Young
Ralph Young (1 de julio de 1918 – 22 de agosto de 2008) fue un cantante y actor estadounidense. 

## Biografía
Nacido en el barrio del Bronx, en Nueva York, Ralph Young formó parte, junto a Tony Sandler, del dúo de cantantes Sandler and Young. Desde la década de 1960 hasta los inicios de la de 1990, el dúo, conocido por vestir de esmoquin, editó 22 álbumes. Además de su actividad discográfica, la pareja trabajó en espectáculos de hoteles y casinos en Estados Unidos y otros países, haciendo incontables actuaciones como artistas invitados en programas televisivos de variedades de gran audiencia.
Ralph Young falleció en Palm Springs, California, en 2008, tras una breve enfermedad. Tenía 90 años de edad. Fue enterrado en el Cementerio Desert Memorial Park de Cathedral City, California. A Young le sobrevivió su esposa Arlene. Sus hijos fueron Neil, Arleen, Ron (Lisa), Guy (Bobbi), Lauren y Rachel (Jose).